# Maria Hilf (Bad Tölz)

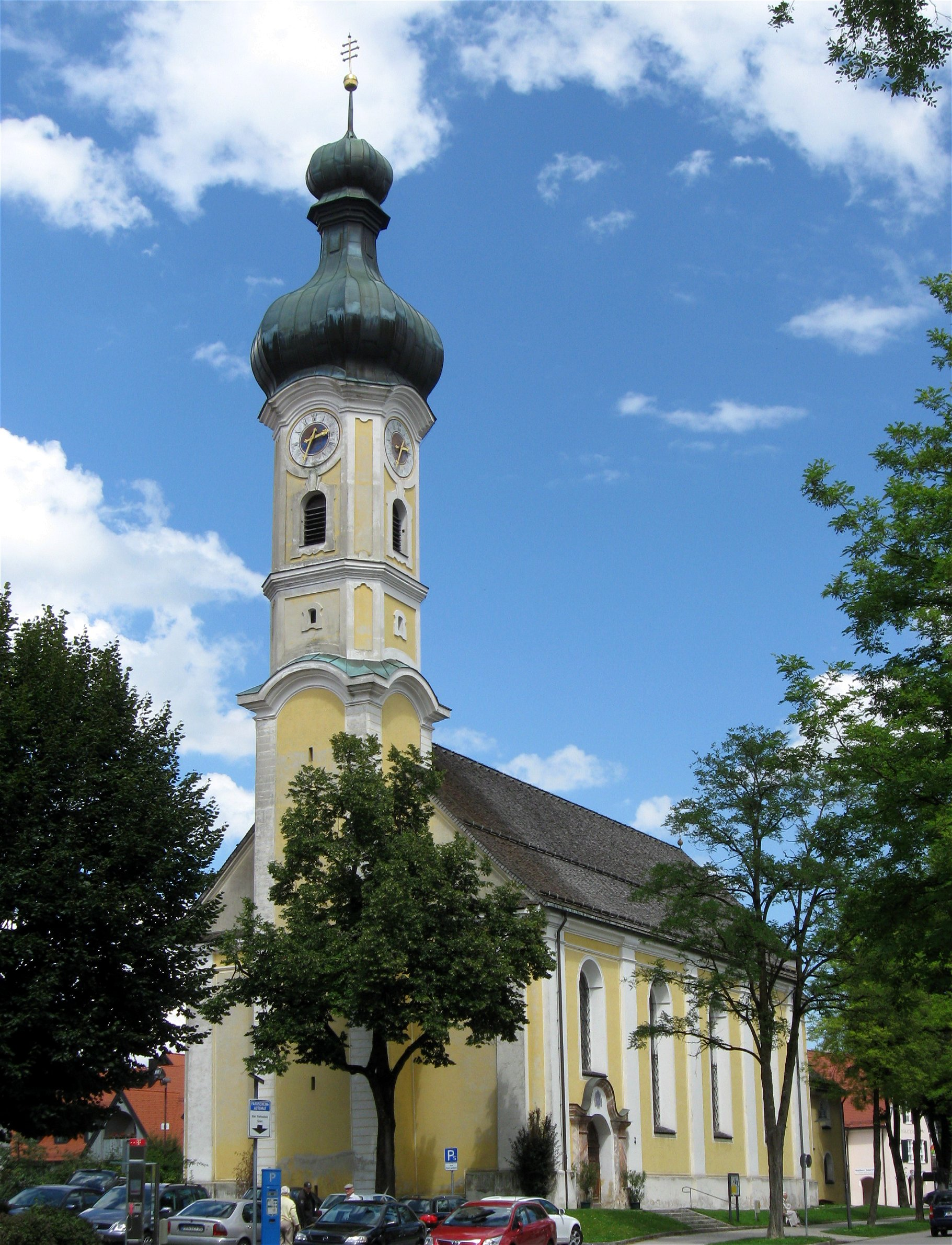
Maria Hilf in Bad Tölz

Die katholische Filialkirche Maria Hilf, umgangssprachlich wegen ihres Standortes auch Mühlfeldkirche genannt, befindet sich in der oberbayerischen Stadt Bad Tölz. Die Kirche wurde ab 1735 errichtet.

## Geschichtliche Entwicklung und Baugestaltung
Das 1392 urkundlich erstmals erwähnte Mühlfeld stellte einen der beiden Siedlungskerne von Tölz dar. Zu diesem Zeitpunkt befand sich am Ort bereits eine Kapelle. Namensgebende Mühlen befanden sich dort am Ellbach oberhalb der Burg. Im 16. Jahrhundert wurde dort an der Salzstraße eine Maria-Hilf-Kapelle errichtet, welche 1654 erneuert wurde, da sie zuvor dem großen Andrang von Bittstellern während des Dreißigjährigen Krieges und einhergehender Pestepidemie kaum gewachsen war.
Aufgrund der blühenden Wallfahrt wurde an Stelle dieser Kapelle in den Jahren 1735 bis 1737 die Filialkirche Maria Hilf durch Lorenz Reiter, nach Entwürfen des Wessobrunner Meisters Joseph Schmuzer, erbaut. Nachdem der alte, noch von der Kapelle stammende Turm 1755 durch einen Blitzeinschlag zerstört wurde, wurde dieser 1759 durch Lorenz Sappel (Sappl) und Joseph Daubenberg neu erbaut und das einsturzgefährdete steinerne Langhausgewölbe ein Jahr darauf durch eine flache Holzdecke ersetzt. Die Turmuhr fertigte der Tölzer Großuhrmacher Johann Kaspar Rest. Der quadratische Unterbau des Turmes von 1686 leitet ein geschwungenes Sims zur Doppelzwiebelhaube. Das Langhaus und der halbrunde Chor werden von einer Stichkappentonne überwölbt, das Schiff verdoppelt, mit Pilastergliederung und zweifacher Westempore.

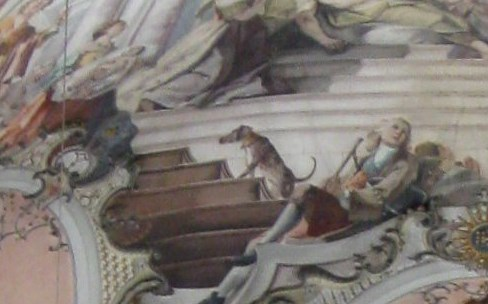
Ausschnitt aus dem Deckenfresko: Der Hund, der die Pest nach Gaißach gebracht haben soll

Das Innere blieb aber zunächst unvollendet, nur das Chorgewölbe wurde stuckiert und vom berühmten Maler Matthäus Günther mit einem Deckenfresko versehen. Dieses zeigt Maria auf Wolken thronend, umgeben von Engeln, darunter eine Prozession sowie Pestkranke und Hilfesuchende. Diese Darstellung soll an den Bittgang von Tölzer Bürgern während des Pestjahres 1634 erinnern. Dieser sollte eigentlich nach Gaißach führen, doch aus Furcht vor Ansteckung trieben die Gaißacher die Wallfahrer zurück, welche dann zum Mühlfeld zogen. Noch heute kennzeichnet ein altes Steinkreuz zwischen Tölz und Gaißach-Mühl die Umkehrstelle. Ein Hund soll daraufhin die Pest nach Gaißach getragen haben. Während die Epidemie in Tölz zurückging, starb der Pfarrhof Gaißach durch die Pest aus, was als Strafe für deren Herzenskälte gedeutet wird. Auch dieser Hund ist auf dem Deckenfresko der Kirche abgebildet.
Die Weihe der Kirche erfolgte erst 1783. Zur Ausstattung gehört der Silbermarkt, eine in Silber getriebene Darstellung des Marktes Tölz, die im Kriegsjahr 1742 verlobt wurde, als Dank für die erfolgreiche Abwehr der unter Franz von der Trenck eingefallenen Panduren. Ein Gegenstück dazu wurde 1800 gestiftet, um für die Schonung des Ortes durch in Bayern eingefallene Franzosen zu danken. Der Tölzer Goldschmied Ignaz Walch fertigte 1783 die große Monstranz. 1851 bis 1854 folgten die erste Renovierung der Kirche, Gemälde, sowie Altäre in nachklassizistisch-neuromanischen Mischformen von Georg Meindl und Anton Abraham. 1851 erhielt der Hochaltar eine Muttergottesfigur aus dem 17. Jahrhundert.
Eine weitere Renovierung von 1910 bis 1912 brachte dem Langhaus weitere Stuckausschmückungen von Karl Schier, zudem weitere Fresken von Anton Ranzinger, dessen Stil sich an Matthäus Günther orientierte. 1961 folgte eine Restaurierung des Gebäudes. Hervorgerufen durch die Verkehrsbelastung um die Kirche herum, brachten Erschütterungen die Kirche in Einsturzgefahr, so dass diese ab 1972 gesperrt wurde und bis 1977 massive Renovierungs- und Stabilisierungsmaßnahmen vorgenommen wurden. 2013 wurde das Gebäude außen renoviert.

## Orgel

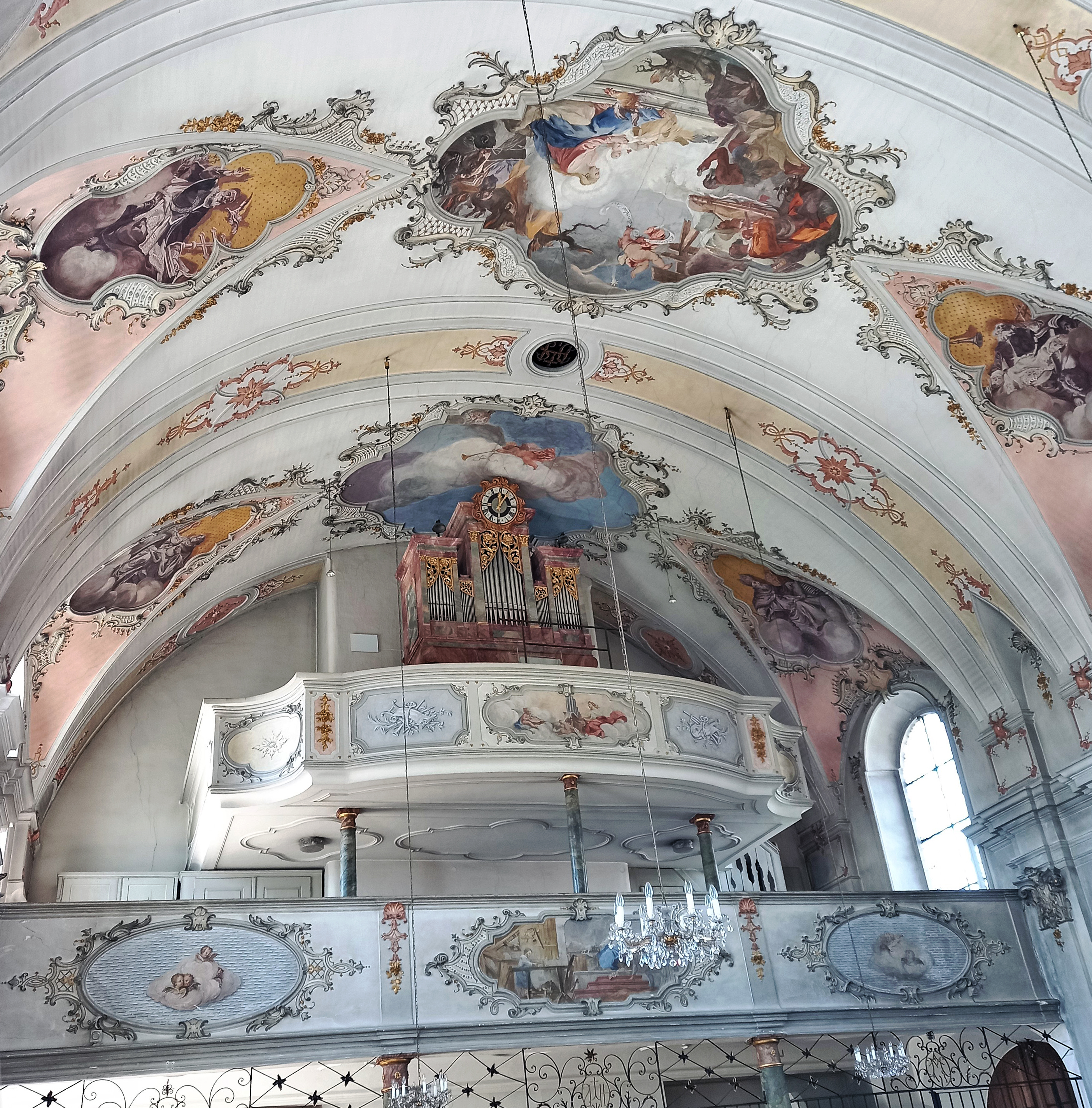
Orgel

Die rein mechanische Schleifladen-Orgel mit 15 Registern auf zwei Manualen und Pedal wurde 1989 von Georg Jann errichtet. Die Disposition lautet:
| I Hauptwerk |       |
| Prinzipal   | 8′    |
| Rohrflöte   | 8′    |
| Prinzipal   | 4′    |
| Flöte       | 4′    |
| Nasat       | 2 ⁄3′ |
| Schwegel    | 2′    |
| Mixtur IV   | 1 ⁄3′ |
| Trompete    | 8′    |

| II Brustwerk |       |
| Holzgedackt  | 8′    |
| Spitzflöte   | 4′    |
| Traversflöte | 2′    |
| Hörnlein II  | 1 ⁄3′ |

| Pedal     |     |
| Subbaß    | 16′ |
| Oktav     | 08′ |
| Hohlflöte | 04′ |

- Koppeln: II/I, I/P, II/P

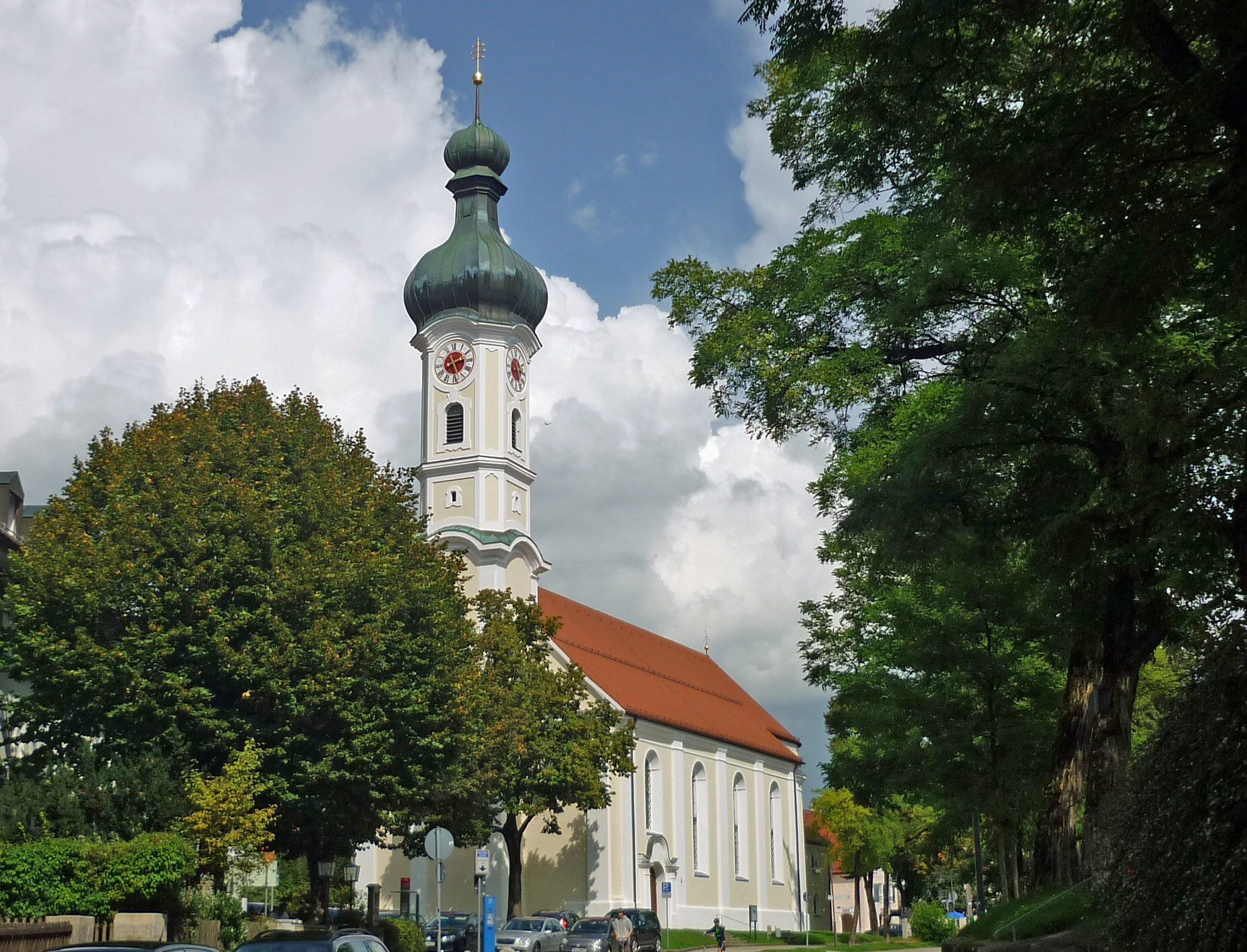
Nach der Renovierung, 2014
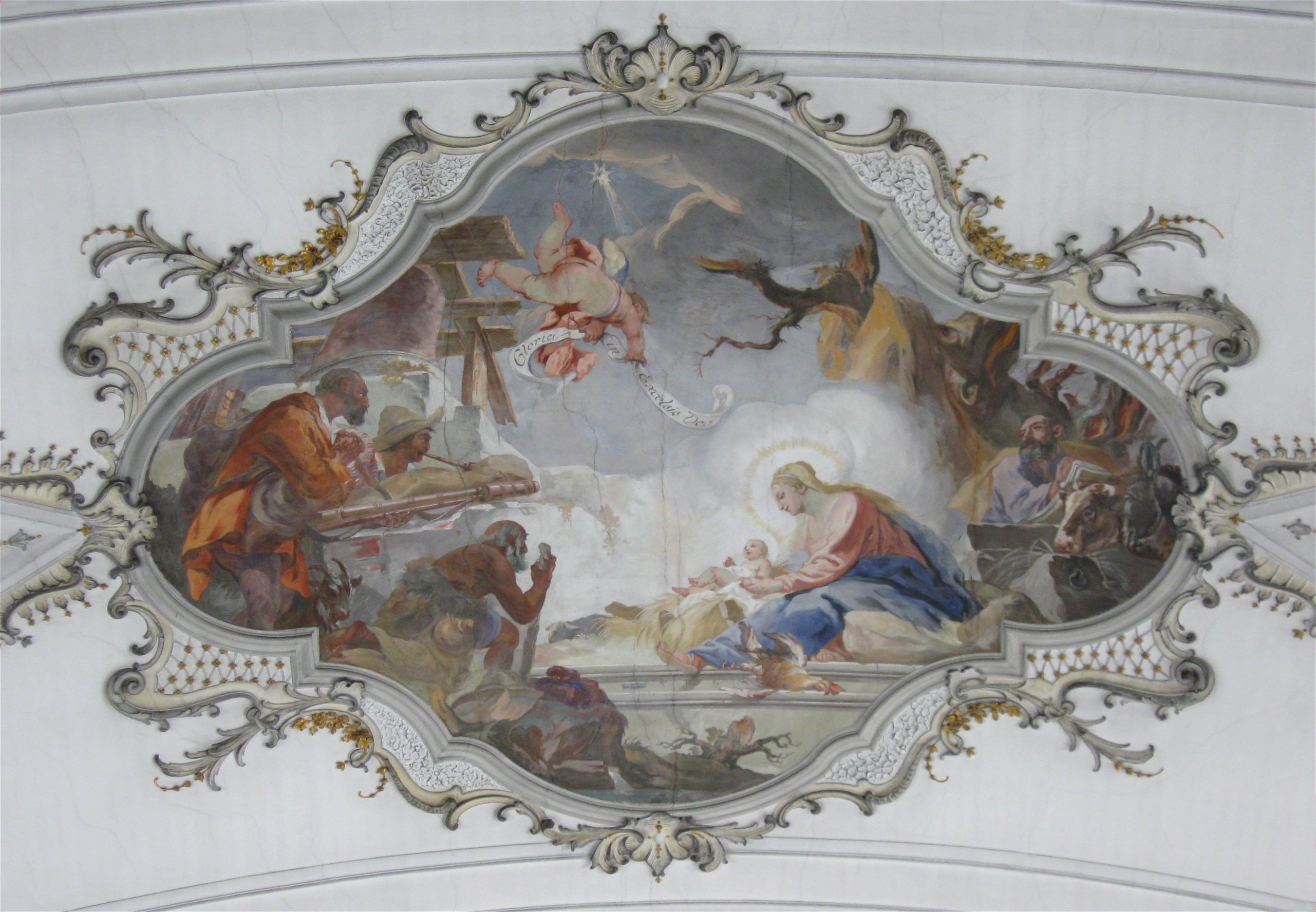
Deckenfresko
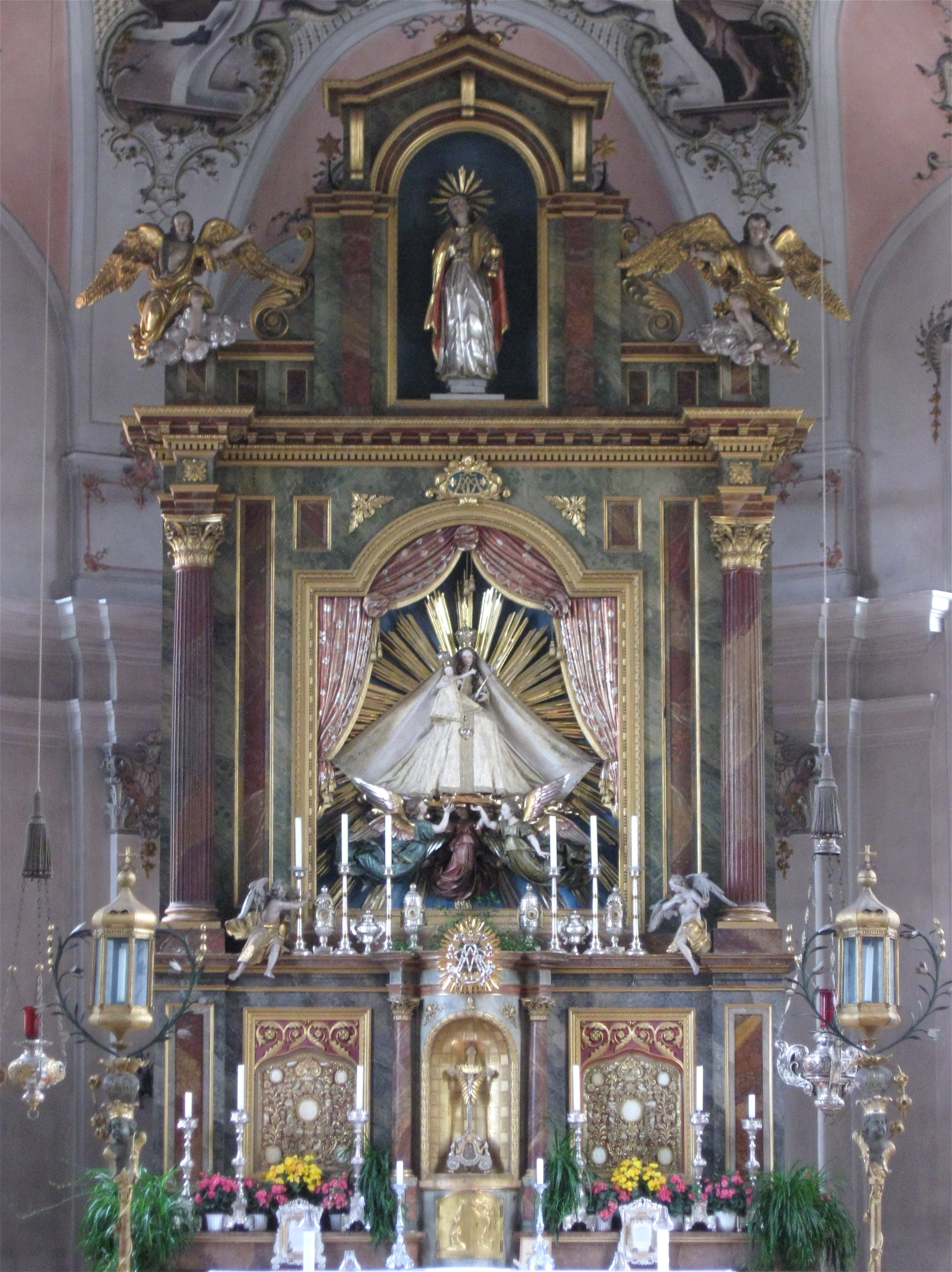
Hauptaltar
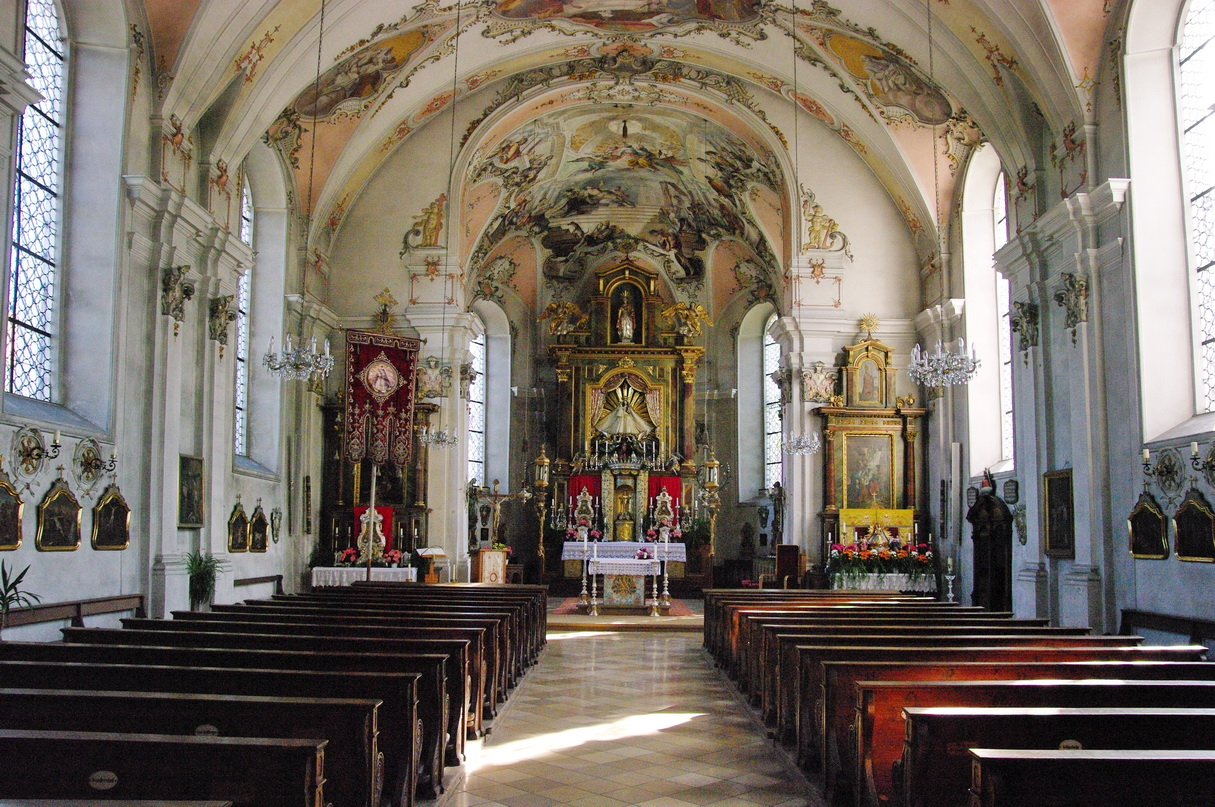
Innenraum
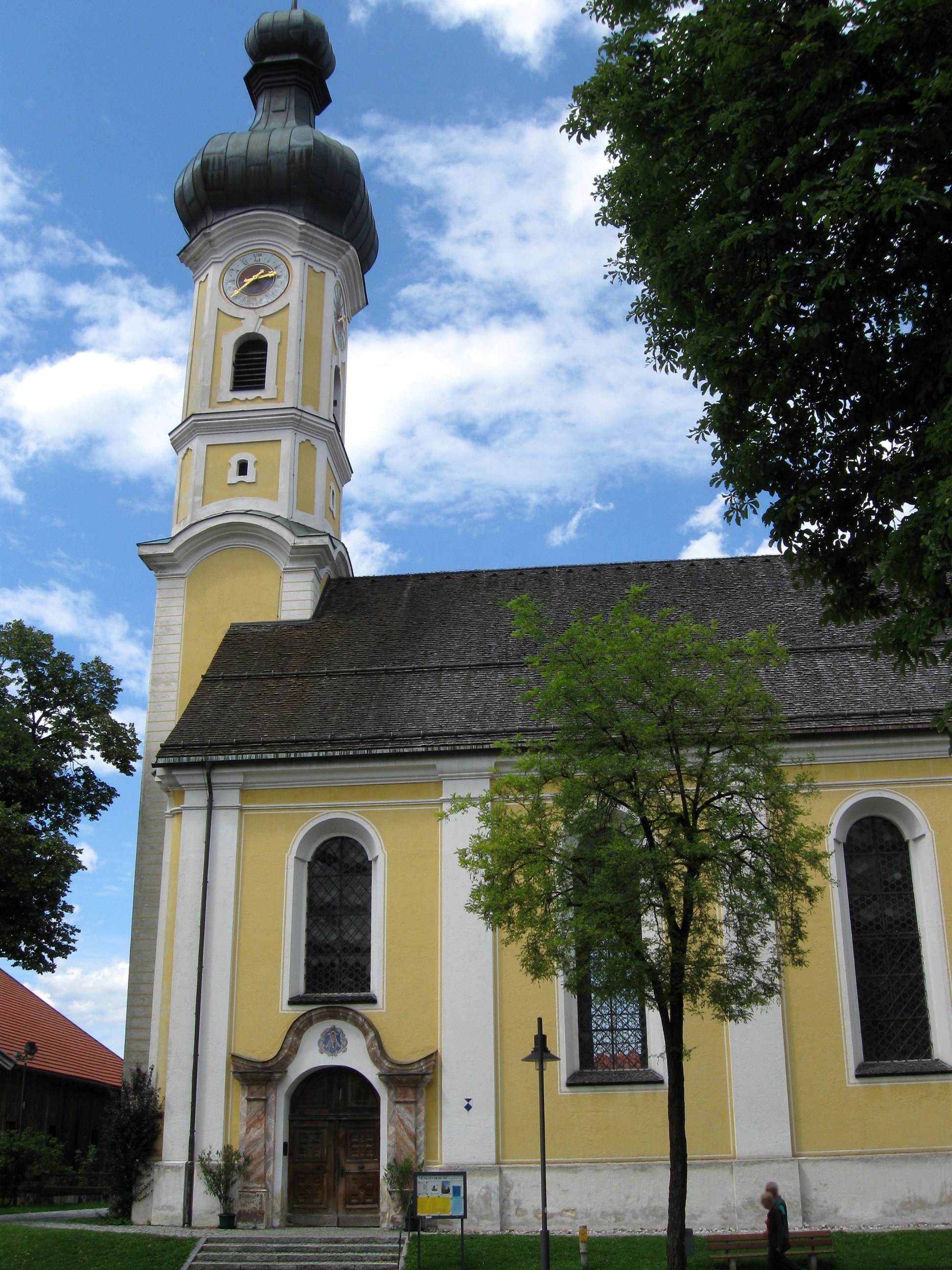
Portal
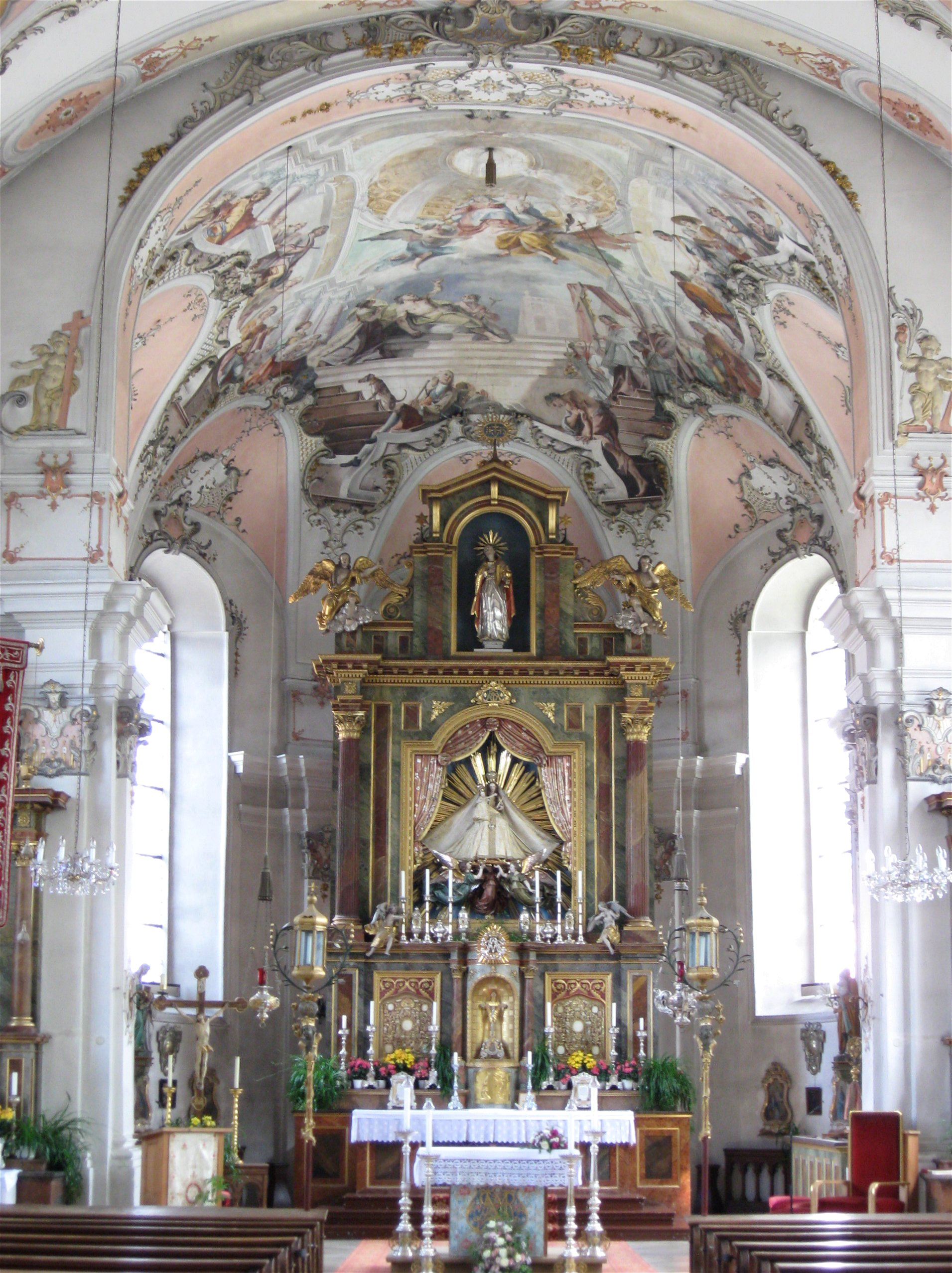
Chor